# Аварія на алюмінієвому заводі в місті Айка
Аварія на алюмінієвому заводі в місті Айка — екологічна катастрофа, що сталася 4 жовтня 2010 на великому заводі Ajkai Timfoldgyar Zrt з виробництва алюмінію в районі міста Айка, за 160 кілометрів від Будапешта. В результаті вибуху на заводі була зруйнована гребля, що оточувала відстійника та стримувала резервуар з червоним шламом. Об'єм витоку становив приблизно 1,1 мільйона червоного шламу. В результаті прориву греблі затопленими виявилися території трьох областей (Веспрем, Ваш і Дьйор-Мошон-Шопрон). У районі лиха угорською владою було оголошено надзвичайний стан. Станом на 5 листопада жертвами аварії стали десять осіб. Загальна кількість постраждалих в результаті розливу отрутохімікатів перевищила 140 осіб.

## Хронологія
47°05′09″ пн. ш. 17°29′40″ сх. д. / 47.085705° пн. ш. 17.494326° сх. д.
- 4 жовтня о 12:25 за місцевим часом стався прорив греблі на великому заводі Ajkai Timfoldgyar Zrt з виробництва алюмінію в районі міста Айка. В результаті руйнування греблі стався витік приблизно близько 700 тисяч кубометрів токсичної речовини — червоного шламу.
- 7 жовтня аналізи угорської Служби з контролю за водними ресурсами показали перевищення норми вмісту лугу в Дунаї, це створило загрозу всій екосистемі річки[2].
- 9 жовтня угорська влада почала евакуацію мешканців постраждалого міста Колонтар у зв'язку із загрозою повторного розливу відходів. Фахівці побоювалися, що резервуар, звідки стався витік, буде продовжувати руйнуватися.
- 11 жовтня голова комітету з охорони навколишнього середовища Угорщини Золтан Іллеш заявив, що повторний розлив отрутохімікатів неминучий[3].
- 12 жовтня парламентом було прийнято рішення про націоналізацію компанії MAL Zrt, що володіє комбінатом. Всім постраждалим буде виплачено компенсацію[4].
- 14 жовтня суд Угорщини не зміг висунути звинувачення взятому раніше під варту директору компанії, у якої стався витік[5].
- 16 жовтня 2010 року завод відновив роботу. Евакуйовані жителі почали повертатися додому[6].

## Галерея

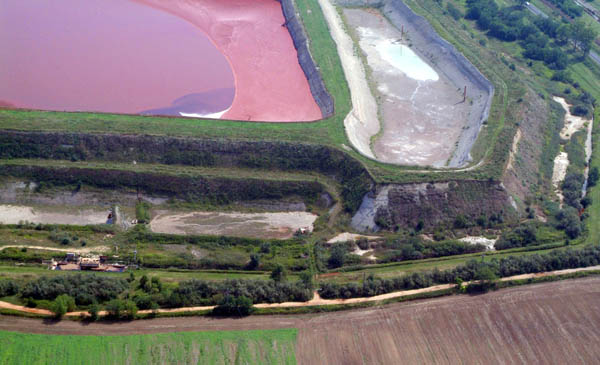
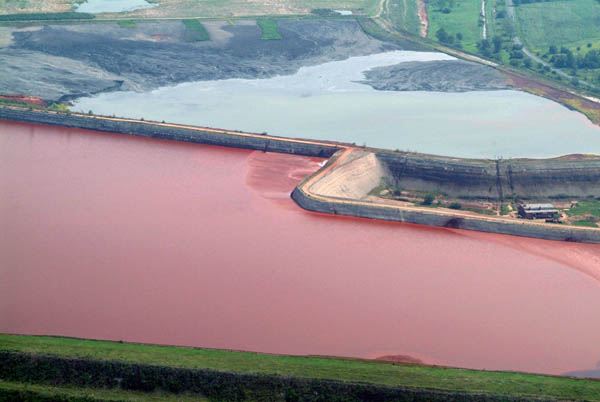
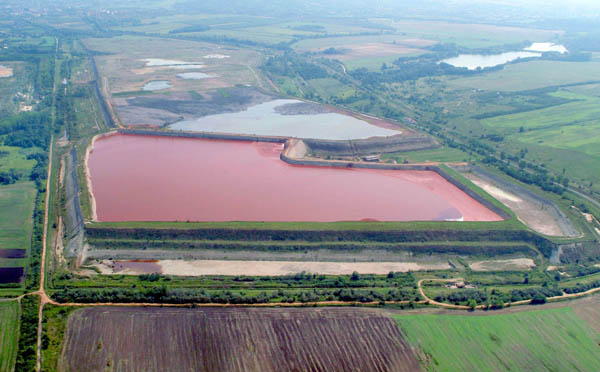
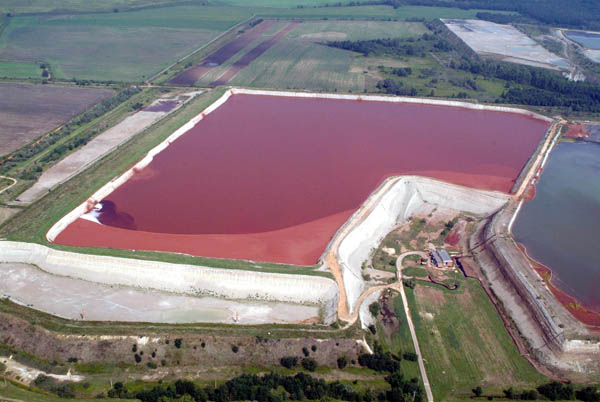
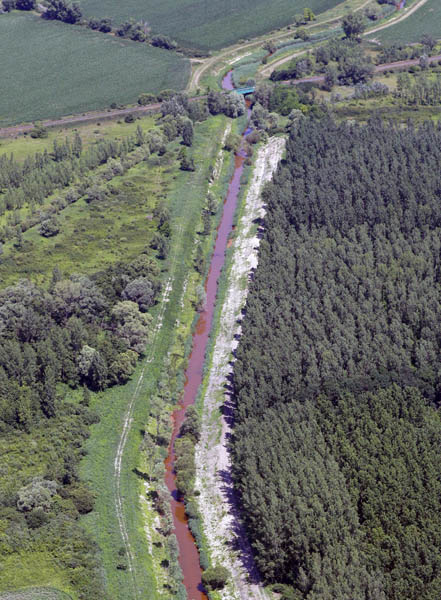

## Хімічні показники
| Елемент                   | %      | Примітки                                      |
| ------------------------- | ------ | --------------------------------------------- |
| Fe2O3 (Оксид заліза(III)) | 40—45% | Надає червоний колір бруду                    |
| Al2O3 (Оксид алюмінію)    | 10—15% | Неекстрагований оксид алюмінію                |
| SiO2 (Діоксид кремнію)    | 10—15% |                                               |
| CaO (Оксид кальцію)       | 6—10%  |                                               |
| TiO2 (Оксид титану(IV))   | 4—5%   | Домішки                                       |
| Na2O (Оксид натрію)       | 5–6%   | Відповідальний за високий рН та хімічні опіки |